# Škoda 1203
Škoda 1203 (lidově zvaná „dvanáctsettrojka“) je malý užitkový automobil se samonosnou bezkapotovou karosérií, první (a dosud jediný) sériově vyráběný automobil značky Škoda tohoto typu, zároveň byl posledním automobilem Škoda klasické koncepce (motor s převodovkou vpředu a pohon zadních kol). Byl zkonstruován v AZNP, závod Vrchlabí, kde byl také v letech 1968–1981 sériově vyráběn. Dalšími výrobci byly TAZ Trnava (1975–1997) a Roman Jirouš - OCELOT Žacléř (1994–2017).
Škoda 1203 se v tehdejším Československu stala jedním z nejrozšířenějších vozidel své třídy, což bylo dané i velmi omezenou nabídkou případných konkurenčních vozidel. Mezi klady tohoto automobilu patří velký užitný prostor a jeho variabilní využití, naopak velmi nepříznivě byl hodnocen slabý a přehřívající se motor, problémy s řazením, mizerné jízdní vlastnosti bez zátěže atd. Přes neustálé stesky uživatelů a zoufalou strnulost techniky vydržel vůz bez podstatnějších konstrukčních zásahů ve výrobě přes třicet let a nemalou měrou se zasloužil o rozvoj živností a drobného podnikání po roce 1989.
Evolucí tohoto vozu vznikl model TAZ 1500.

## Vývoj
Věhlasná vrchlabská karosárna Petera byla tehdejším majitelům, sudetským Němcům, zkonfiskována v květnu 1945. Krátce poté byly navázány nové vztahy s taktéž znárodněnou společností ASAP Mladá Boleslav a poté, co dne 7. března 1946 (se zpětnou platností od 1. ledna 1946) vznikly nové Automobilové závody, národní podnik (AZNP), se do něj začlenila i Peterova karosárna. Tou dobou se zde již rozebíhalo vlastní vývojové a konstrukční oddělení, které se rozhodlo (a dodatečně dostalo příkazem od generálního ředitele) vyvinout, vyrobit a dodat na československý i zahraniční trh nové užitkové automobily na bázi tehdejší malé Škody 1101 „Tudor“, tj. s motorem 1 089 cm³/32 k a se smíšenou karosérií (oplechovaný dřevěný rám). První výkresy vznikly v prosinci 1945, v dubnu 1946 byla smontována první malinká sanita, v říjnu 1946 dodávka a v listopadu 1950 i STW. Do počátku 50. let v továrně vytížena také výrobou kompletních budek pro malý nákladní automobil Aero 150. Výroba užitkových verzí typu Škoda 1101 postupně končila v letech 1951 a 1952, přičemž naprostá většina z nich skončila na zahraničních trzích.
Pro obrovskou poptávku bylo nutné zvětšit výrobní série a tedy zavést celokovovou karosérii. Nový vůz se připravoval od roku 1948 a od července 1952 se začal vyrábět – šlo o mnohem prostornější typ Škoda 1200 s motorem 1 221 cm³/36 k. Jeho verze kombi a sanitu sice vyvinul a vyráběl závod Kvasiny, navazující dodávka a STW byly už opět dílem vrchlabského závodu, kde se vyráběly od ledna 1953. K 1. lednu 1954 vznikl samostatný Automobilový závod Vrchlabí (AZV) s pobočkou v Chlumci nad Cidlinou, ale nepochopitelné rozhodnutí komunistického vedení státu tím zároveň ukončilo výrobu škodovek ve Vrchlabí a nadirigovalo sem výrobu kabin Tatra 805 a nástaveb Praga V3S (bez ohledu na to, že tyto automobily se do vrchlabských hal skoro nevešly a zejména pro první jmenovaný vůz to byla jedna z mnoha dalších „ran osudu“). Koncem roku 1955 se ve Vrchlabí vrátili k výrobě dodávek a STW, tentokrát na podvozku modernizované Škody 1201 s podstatně zvýšeným výkonem motoru – 45 k, a bezmála 3/4 produkce šly opět ihned na export. Později sem byla z Kvasin převedena i výroba sanitek, došlo ke zřízení vlastní pořádné lisovny, ale výroba zůstávala neefektivní a pomalá kvůli vysokému podílu ručních prací a nízké karosářské unifikaci – tři velmi podobné užitkové typy (kombi, dodávka a sanita) měly rozdílné bočnice, střechu, dveře atd. Denně tak vzniklo jen asi deset vozů. Tento problém mohl vyřešit jen zcela nový automobil.

### Trambus 979
V roce 1955 tehdejší Ministerstvo automobilového průmyslu po dohodě s Podnikem zahraničního obchodu Motokov (výhradní exportér československých automobilů) uložilo AZNP vývoj nového užitkového vozu s užitečnou hmotností do 950 kg, v podobě trambusové samonosné karosérie s podvozkovými orgány Škoda 1200 (zjevnou inspirací byl úspěch vozů VW Transporter či Citroën HY), přičemž byl kladen důraz na maximální unifikaci všech uvažovaných verzí (mikrobus, sanita, dodávka apod.). Vývojem byl pověřen Automobilový závod Vrchlabí, jehož konstruktéři se do práce na novém automobilu pustili se zjevným nadšením. V poměrně krátké době tak vzniklo několik prototypů, jejichž číselné označení vychází z tzv. Typové knihy Škoda (založena 1935):
- Škoda 979/I – mikrobus, postaven v září 1956 na podvozkových orgánech Škoda 1201 s motorem 1 221 cm³/36 k. Řidič se spolujezdcem seděli vedle motoru, který byl umístěn před přední nápravu. Ta tím pádem byla neúměrně přetížena. Barva karosérie byla tmavá červená, kombinovaná s vysokým krémovým pruhem od lemů blatníků téměř po spodní hranu oken.
- Škoda 979/II – mikrobus, postaven v březnu 1957. Byl na pohled poněkud prostornější, s výrazně zlepšeným výhledem přes zvýšené čelní sklo. Přední reflektory byly posunuty výše, což sice zlepšilo osvětlení vozovky pro řidiče, ale znamenalo problémy s oslňováním ostatních řidičů.
- Škoda 979/III – mikrobus, postaven v červenci 1957. Motor posunutý nad přední nápravu, což přineslo zlepšení jízdních vlastností a víc prostoru pro posádku. Vůz se vzhledem lišil od II. prototypu jen minimálně a byl nalakován v šedozelené kombinaci.
- Škoda 979/IV – skříňová dodávka krémové barvy, postavena v září 1957.
- Škoda 979/V – mikrobus červené (?) barvy, postaven v březnu 1958. Protože zkoušky ukázaly, že motor 1  221 cm³/36 k je pro tento typ vozu slabý, dostal pátý prototyp silnější motor 1 491 cm³/52 k, který byl určen pro vyvíjený vojenský automobil Škoda 973 (později zvaný Babeta díky účasti ve filmovém muzikálu Kdyby tisíc klarinetů). U tohoto vozu se také úspěšně odzkoušelo odpérování zadní nápravy zkrutnými tyčemi pro vzoru Tatry 805. Podle všeho je pátý vůz, později přelakovaný na světle žluto, jediným dochovaným exemplářem z této prototypové pětice.

Druhý až pátý prototyp si byly karosářsky velmi podobné a bylo na nich patrné jak designérské vyzrávání, tak snaha o maximální unifikaci dílů. Naopak se lišily různými řešením brzd, řazení, větrání, topení apod.
V lednu 1958 došlo k další z mnoha reorganizací čs. průmyslu a AZV se po čtyřleté „samostatnosti“ vrátil pod kuratelu AZNP. Brzy poté, v květnu 1958, byly další projekční a konstrukční práce na projektu Škoda 979 zastaveny. Zamítnutí výroby vojenského automobilu (a tedy silnějšího motoru) bylo jen okrajovým důvodem, hlavní příčinou byla jednak nepřiznaná neschopnost centrálního plánování zajistit dodavatele dílů a příslušenství, jednak – a to zejména – příprava AZNP na zavedení výroby zcela nového osobního automobilu s litrovým motorem vzadu, tj. pozdějšího typu Škoda 1000 MB, se kterým by nový mikrobus neměl společné prakticky nic. Protože vyvinout nový mikrobus na platformě Škody 1000 MB bylo zhola nemožné (její karosérie byla pevnostně zoufale poddimenzovaná i pro základní sedan, a o motoru to platilo dvojnásob)[zdroj⁠?!], dostalo Vrchlabí příkaz pokračovat ve vývoji Škody 1201 s klasickou karosérií, čímž nakonec vznikla velmi úspěšná Škoda 1202 – interní typové označení Škoda 981.

### Trambus 997
V červnu 1958, tedy pouhý měsíc po zastavení projektu Škoda 979, se konal XI. sjezd KSČ – a ten výslovně zmínil usnesení vlády o dostavbě AZNP, což znamenalo určené prostředky na vývoj nové trambusové škodovky ve výši 8,25 mil. Kčs (pro srovnání – na samotný vývoj Škody 1000 MB bylo uvolněno 24,54 mil. Kčs, stavba nové továrny a její technologie přišly na 244 milionů Kčs).[zdroj⁠?!] Po krátké přestávce se tak začalo znovu a v souladu s typovou knihou bylo projektu přiděleno typové označení Škoda 997. Zpřesnily se parametry nosnosti (dodávka 950 kg, mikrobus 750 kg, sanita 650 kg) a jako pohonná jednotka byl určen osvědčený motor Škoda 1200 se zvýšeným výkonem na 47 k (34,6 kW), většina konstrukce měla být zcela nová a jen některé části měly být převzaty z typů Š 1201 a Š 1202.
- leden 1960. vydána obsažná zpráva z výsledků zkoušek pěti prototypů Š 979, která se stala výchozím krokem pro další vývoj. Po dohodě s Motokovem se začala rýsovat nová, vylehčená a designérsky zdařilá karosérie.
- prosinec 1960: postaven první prototyp s dodávkovou karosérií (mikrobus bez zadních sedadel a se zaplechovanými zadními okny).
- 1961: práce zbrzdil pokyn Ministerstva všeobecného strojírenství: musí se souběžně vyvinout i terénní verze užitkového vozu, s pohonem 4×4 – tzv. Agromobil (typové označení Škoda 998). Měl sloužit i v armádě a patrně proto dostal celý projekt poprvé nenápadné označení Škoda 1203.[zdroj⁠?!] Další komplikací byl nekompromisní požadavek, aby nový trambus měl maximum příslušenství shodného s připravovanou Škodou 1000 MB – konkrétně to znamenalo nejen palubní přístroje, ale i zadní skupinovou svítilnu. Vrchlabští designéři si s tím poradili velmi dobře, dokonce i ostatní boční linie dodávky přizpůsobili Žáčkově podobě „embéčka“. Koncem roku tak byl představen prototyp nového osmimístného mikrobusu, který zároveň zohledňoval požadavky Agromobilu.
- duben 1962: postavena první sanita s prostorným a světlým interiérem, na jehož vývoji se významně podílelo i Ministerstvo zdravotnictví. Byla to tehdy jedna z nejmodernějších sanitek v celoevropském měřítku.
- léto 1962: postavena jedna chladírenská a jedna mrazírenská dodávka (s vlastním agregátem), které se nakonec do sériové výroby nedostaly. Začalo se s vývojem verze pick-up – první prototyp měl s mikrobusem shodnou i spodní část bočnic a zadního čela, ale tím pádem neposkytoval tak širokou ložnou plochu a nebyl tedy o mnoho prostornější oproti standardní skříňové dodávce.
- prosinec 1962: dokončen vývoj skříňových verzí a zahájeny jízdní zkoušky.
- duben 1963: Ministerstvo všeobecného strojírenství zrušilo projekt Agromobil, patrně to souviselo i s krachem třetí pětiletky. Kooperace s ČZM Strakonice tak ztroskotala na nedostatku státních peněz pro další technologicky nový typ automobilu a vše skončilo po třinácti vyrobených prototypech. Vývoj čistě civilní verze naštěstí ve Vrchlabí neustal.
- červen 1963: ukončení jízdních zkoušek skříňových prototypů. V téže době zamítlo Ministerstvo všeobecného strojírenství vývoj verze pick-up (valník) s odůvodněním, že je příliš technologicky odlišná od základní skříňové verze.
- září 1963: zkušebna ÚVMV vydala protokol o vyhovujících zkouškách typové řady Š 997 – mikrobus, dodávka a sanita.
- říjen 1964: zahájeno zajíždění prototypu dodávky. 8. 10. 1964 měl tento vůz nehodu, když řidiči dodávky nedal na křižovatce přednost řidič Pragy V3S. Oprava trvala dva měsíce.
- květen 1965: podnikový ředitel AZNP schválil prototypy pod původním názvem Š 1200 trambus dodávka a udělil souhlas k zahájení technické přípravy výroby, jako základní typ byla určena právě dodávka.
- duben 1966: ve spolupráci s Ministerstvem vnitra a s Pohřebními službami Praha a Liberec byl dokončen vývoj pohřebního furgonu, odvozeného od sanity. Zkoušky zahrnovaly i kontrolu těsnosti „nákladního“ prostoru pomocí čpavku a kouřových patron. Vůz měl redukční převodovku pro jízdu krokem a první prototyp měl i třetí sedadlo u rakví, což nebyl nejlepší nápad a v sérii se již neobjevilo. O něco později byl postaven prototyp pohotovostní verze COM – pětimístná kombinace mikrobusu a skříňové dodávky.
- červen 1967: dokončeny zkoušky modernizovaného motoru Š 1200 s gravitačně litým hliníkovým blokem.
- červenec 1967: započato s jízdními zkouškami nového valníku – kabina pocházela ze skříňové dodávky, ale za mezistěnou byla ukončena a nástavba byla posazena na rámovou konstrukci. Nový prototyp tak byl výrazně lehčí a měl větší ložnou plochu než původní prototyp z roku 1963. Podlaha valníku se tím zvedla o dost výš a byla mnohem přístupnější pro tehdy oblíbené nakládání na rampách.

A „náhle“ se zjistilo, že vůz vlastně není kde vyrábět, i když už v listopadu 1965 zpracoval technický náměstek AZNP Ing. Miroslav Vigner studii pro ředitele Československých automobilových závodů (bývalé Ministerstvo automobilového průmyslu) Ing. Novotného kvůli stanovení termínu začátku výroby. V tu dobu bylo postaveno celkem 10 prototypů v téměř sériovém provedení (3 sanity, 2 mikrobusy, 1 valník, 2 dodávky normální, 1 chladírenská, 1 mrazírenská). Vigner uvedl, že je žádoucí začít s expedicí sériových vozů nejpozději 1. 1. 1968, ale opatrně se vyjádřil k tomu, že tento termín je zcela nesplnitelný. Produkce starého motoru se chtěli v Mladé Boleslavi co nejrychleji zbavit a karosárna také nikde nestála – nakonec motory začal vyrábět Kovosmalt Trnava, kde museli skončit s výrobou domácích elektrospotřebičů a začít s těžkým strojírenstvím – nejprve nápravy pro Pragu V3S (1963), poté mimo jiné i motor Škoda 1200 (1968).

## Výroba
V závodě ve Vrchlabí bylo vyrobeno v letech 1968–1981 69 727 kusů. První prototyp pod označením Š 979, jenž se lišil provedením karoserie, byl postaven na jaře roku 1957. Tento prototyp poháněl motor ze Škody 1201. Ve spolupráci s ČZ Strakonice se měl na podvozku Š 1202 stavět agromobil Š 998 na způsob německého Unimogu, celkem se však postavilo v roce 1962 pouze pár exemplářů.
Automobil se začal vyrábět ve Vrchlabí v roce 1968 (typ 997). O pět let později začala výroba modernizovaného typu typ 776 a část výroby byla přesunuta do slovenské Trnavy. V roce 1981 byla do tohoto města přesunula celá produkce (ve Vrchlabí se od té doby vyráběly jen luxusnější provedení osobních automobilů Škoda 742 ve výbavě GL a GLS) a název se změnil na Škoda TAZ. V roce 1985 přišla další modernizace a objevil se motor 1 433 cm³ (model TAZ 1500). V 90. letech při dalších modernizaci dostal TAZ 1500 boční posuvné dveře, novou masku a model 1999 plastové nárazníky, do některých vozů se montoval vznětový motor Volkswagen.
Po úspěšném jednání o odkoupení výroby z TAZu získala firma Roman Jirouš – OCELOT na základě delimitace výroby č. A675/1999 duševní majetek včetně výroby z Trnavy a tak se po cca 30 letech vrátila výroba zpět do České republiky, do Žacléře, města vzdáleného 20 km od Vrchlabí, kde v 60. letech začala. Do roku 2003 se jich vyrábělo přibližně sto ročně. Konec velkosériové výroby způsobily hlavně stále přísnější emisní normy. I malosériová výroba nových vozidel byla později ukončena.

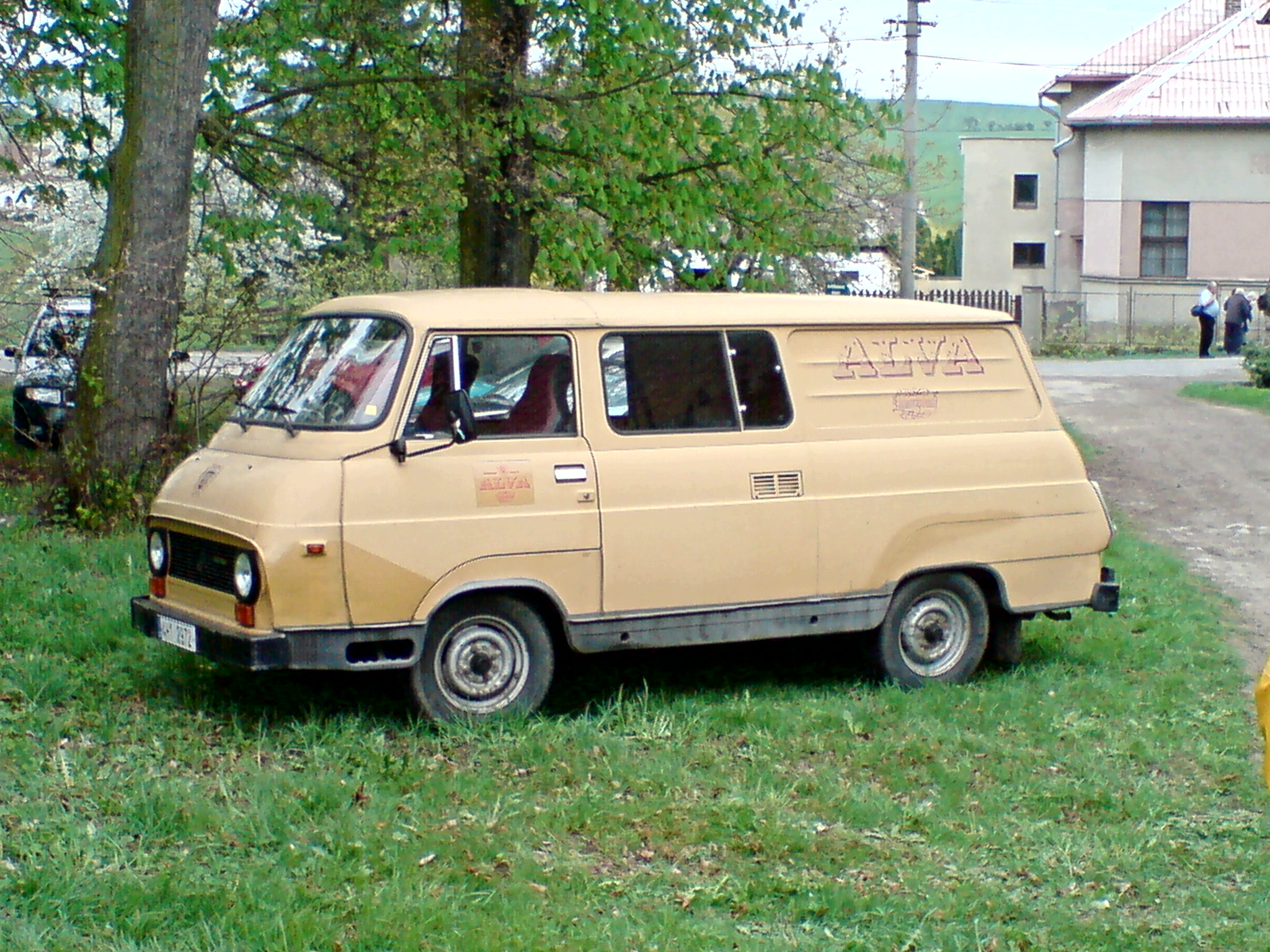
Škoda 1203 jako dodávka
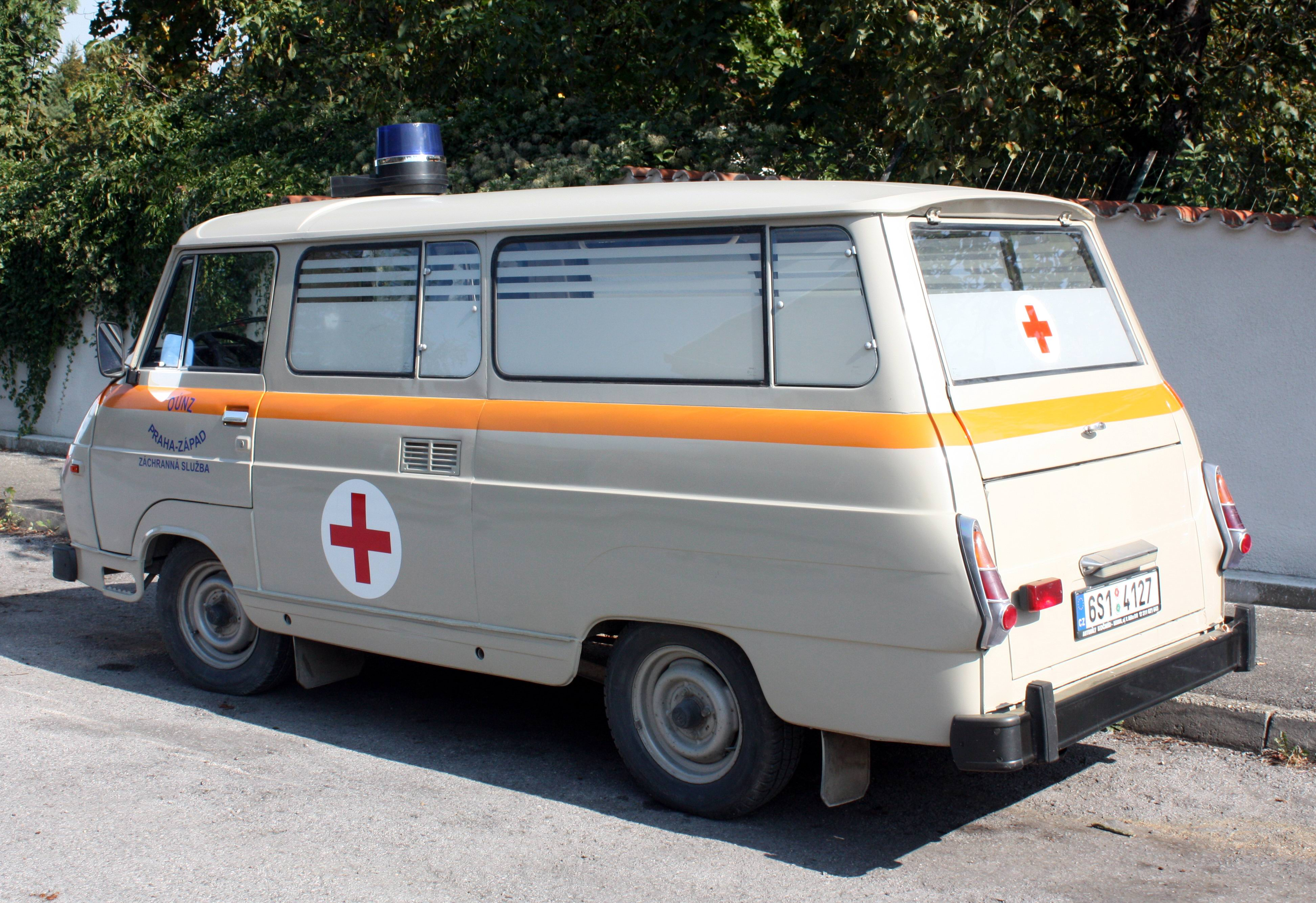
Škoda 1203, nejčastěji využívaná sanitka v Československu
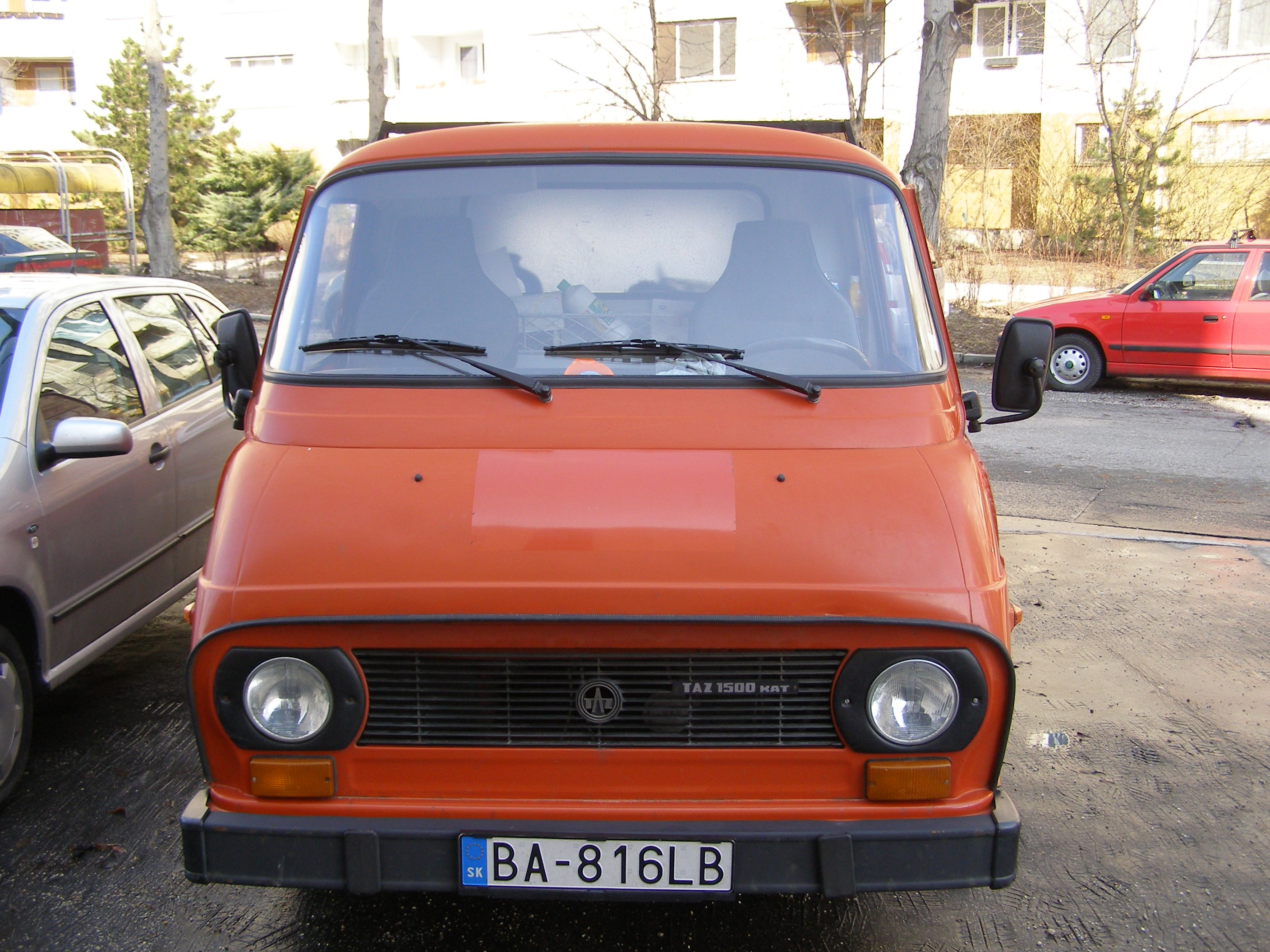
TAZ 1500 KAT Van po faceliftu
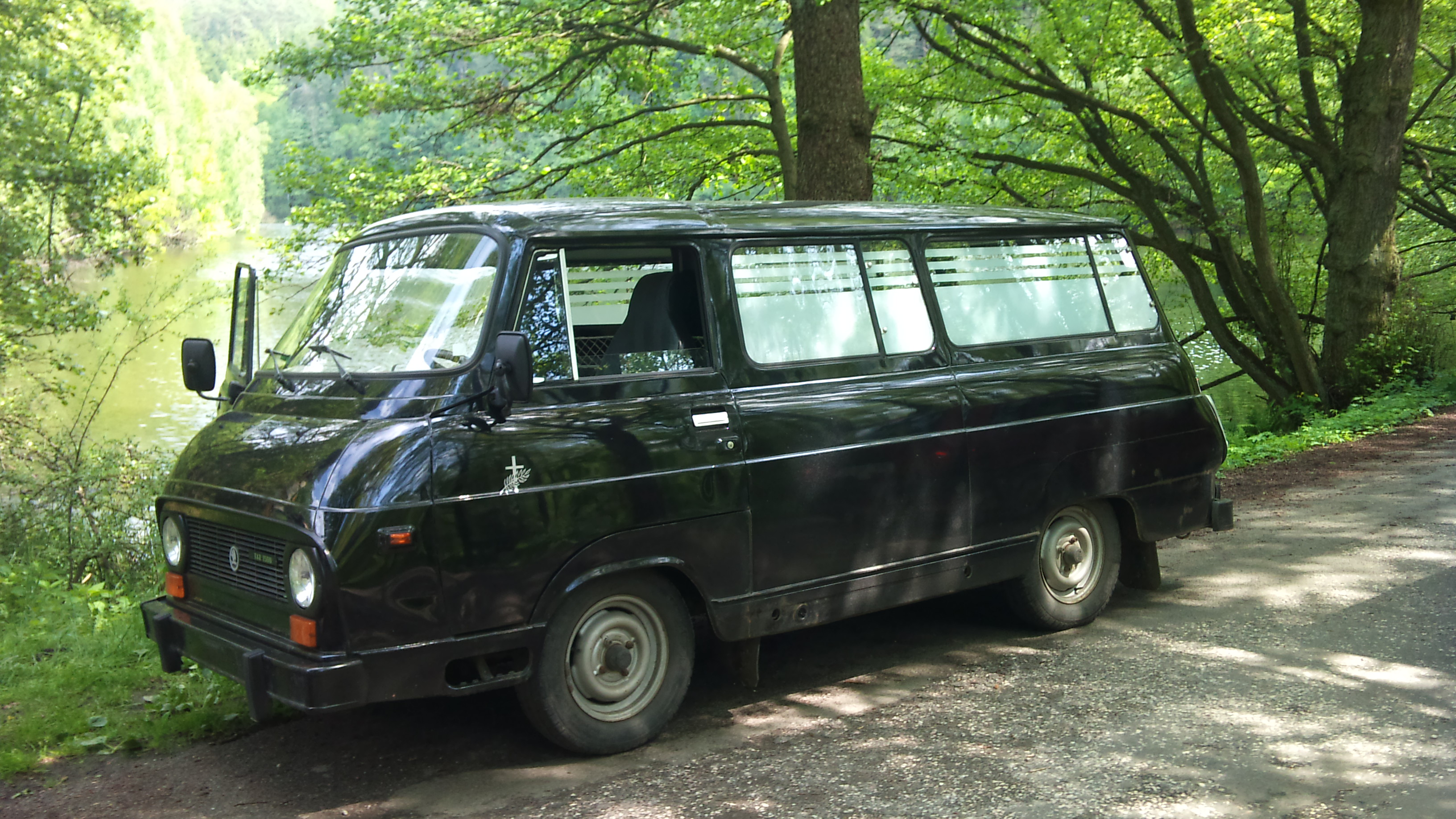
TAZ 1500 jako pohřební vůz
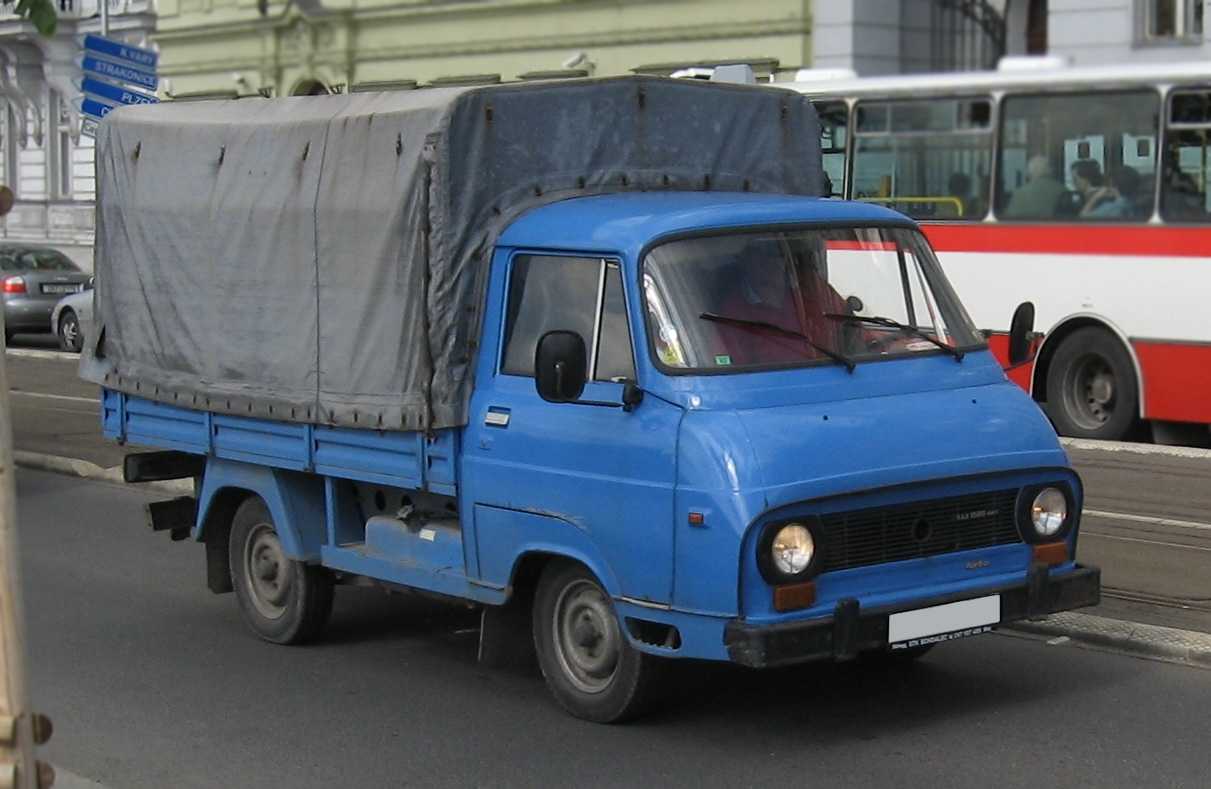
Valník TAZ 1500 KAT Rol v pražských ulicích
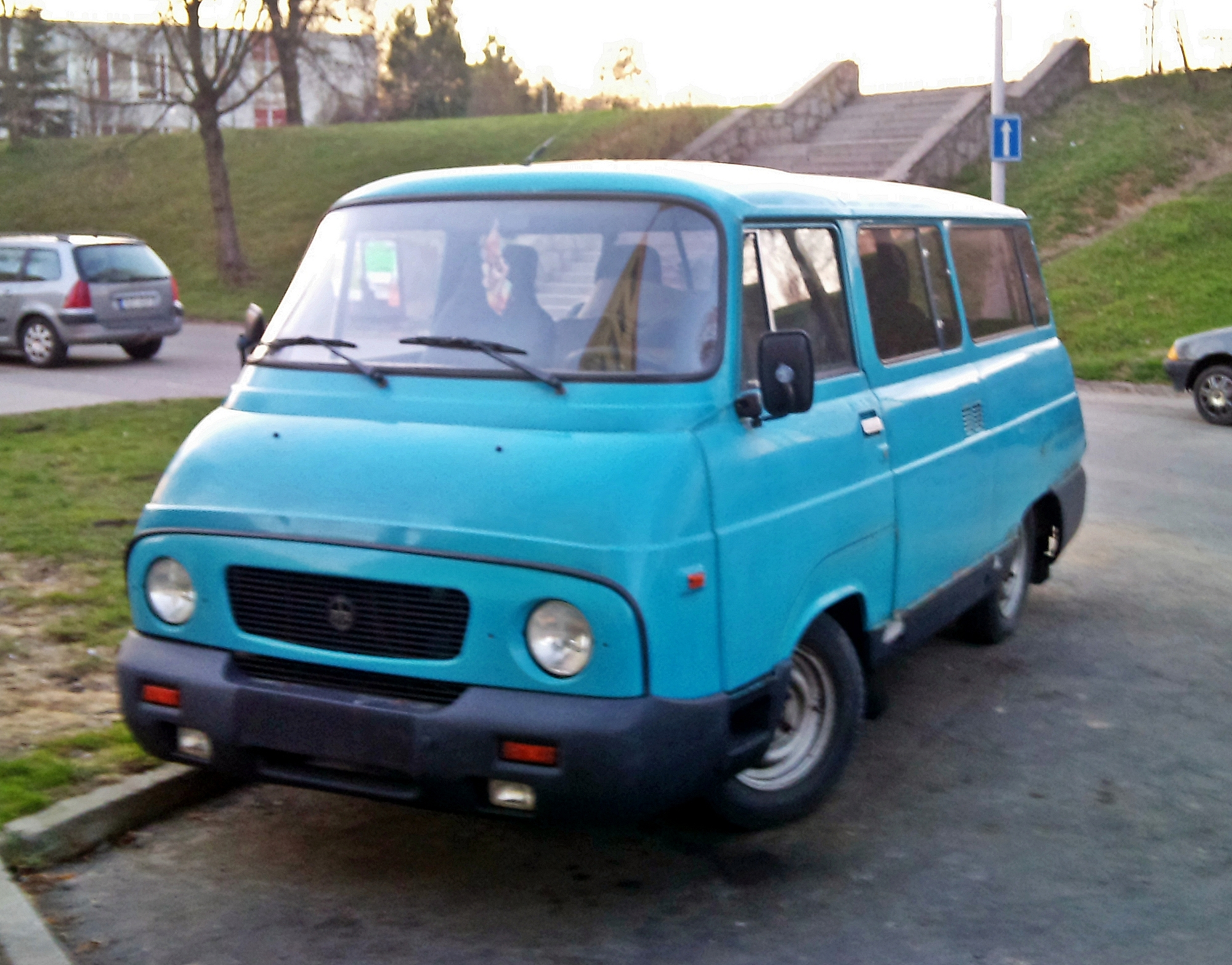
TAZ 1500 poslední verze

## Technické řešení

### Motor
- Druh: čtyřtaktní, řadový, benzínový, karburační, s ventily v hlavě válců, rozvody OHV
- Počet válců: 4
- Objem: 1221–1433 cm³
- Výkon: 47–51 k (34,6–37,5 kW) při 4600 otáčkách za minutu
- Maximální točivý moment: 88 Nm při 3000 otáčkách za minutu
- Pohon zadních kol
- Komprese: 7,5–8,5
- Zdvih: 75–88 mm
- Vrtání (997): 72 mm
- Počet převodových stupňů: vpřed 4 nebo 5 + zpětný 1
- Maximální rychlost: 90–115 km/h
- Spojka: jednoduchá lamelová

#### Chlazení
- Kapalinové dvouokruhové bimetalově řízené
- S nuceným oběhem (vodní čerpadlo na klínovém řemenu)
- Chladič náporový sloužící i jako expanze
- Vrtule poháněná od klikové hřídele
- Regulace vzduchu do chladiče řidičem tzv. záclonkou před chladičem

#### Brzdy
- Kapalinové
- Jedno nebo dvouokruhové
- cca od roku 1980 s posilovačem pomocí podtlaku v sání

### Rozměry
- Délka: 4 520 mm
- Šířka: 1 800 mm
- Výška: 1 900 mm

#### Nákladová plocha
sanita
- Délka: 2 780 mm
- Šířka: 1 600 mm
- Výška: 1 340 mm

### Hmotnost

#### Sanita
- Pohotovostní: 1 170 kg
- užitečná: 790 kg
- obsluhy: 160 kg
- celková: 2 120 kg

### Elektro výzbroj
- palubní napětí: 12V
- ukostření: záporný pól
- dobíjení dynamem za pomocí dvoustupňového buzení nebo alternátoru

#### Baterie
- Olověná
- Umístění
  - Dodávka, mikrobus, montážní, sanita : levá strana zadní části zavazadlového prostoru

#### Topení
- Princip: teplovodní od motoru
- Počet: max. 2
- Základní v přístrojové desce: sání zvenčí, regulace vody a max vzduchu.
- Typ 993: jednorychlostní ventilátor, ofuk nohou (řidiče, spolujezdce či obou) nebo okna
- Přídavné v zavazadlovém prostoru. Teplovodní, jen vnitřní okruh vzduchu
- Jednorychlostní ventilátor
- Sání v zadní části zavazadlovém prostoru
- Vyústění za příčkou předních sedadel směrem do podlahy
- Řízení za sedačkou řidiče (voda, ventilátor)

Pohřební verze měla redukci – normální jednička je pro pohřební průvod moc rychlá. S redukcí byla zase moc pomalá, a tak pohřební průvod se jezdíval na redukovanou dvojku, nebo trojku.

## Modelové řady
- typ 997 1968–1974
- typ 776 1974–1985
- Š 1203 M 1985
- Š1203 1 433 cm³ 1990
- TAZ 1500 1994
- Pelucar 1500/1900 repliky TAZ 1500 stavěné v 90. letech v Německu.

## Obdobná vozidla z východní Evropy
Ve stejné době jako Škoda 1203 byla vozidla obdobné koncepce vyráběna i v dalších zemích východní Evropy. S využitím dílů některého masově vyráběného osobního automobily tak vznikaly dodávky, mikrobusy, sanitky a valníky. Některá z těchto vozidel se dovážela také do Československa.
- Barkas B1000 (1961–1990), výrobce VEB Barkas-Werke, Karl-Marx-Stadt (Chemnitz), Německá demokratická republika. Vyznačoval se nedostatečně výkonným tříválcovým dvoutaktním motorem původem z automobilu Wartburg
- FSC Žuk (1959–1998), výrobce Fabryka Samochodów Ciężarowych ve městě Lublin v Polsku. Pohon pocházel z automobilu Warszawa M 20, což byla v Polsku vyráběná licenční verze sovětského vozu GAZ-M-20 Poběda.
- Nysa – (1958 – 1994) – typová řada automobilů vyráběných továrnou Zakład Samochodów Dostawczych ve městě Nysa v Polsku. Základ pohonu, stejně jako u Žuka, pocházel z vozu Warszawa M 20, což byl polonizovaný GAZ-M-20.
- UAZ-452 – (1965–dosud) vyrábí továrna UAZ ve městě Uljanovsk v Rusku (dříve Sovětský svaz). V současnosti (březen 2016) pod obměněným názvem UAZ-3741. Jde o automobil s pohonem všech kol (4×4). V Československu tyto automobily využívala pouze armáda.
- RAF – Latvija – (1959–1997) – typová řada automobilů vyráběných závodem RAF (Rīgas Autobusu Fabrika) nejdříve ve městě Riga v Lotyšsku, následně ve městě Jelgava nedaleko Rigy, kam byl výrobní závod přestěhován. Některé modely byly souběžně vyráběny továrnou v Jerevanu (Arménie). Pohon jednotlivých modelů pocházel vždy z aktuálně vyráběného modelu osobního vozu továrny GAZ. Od modelů tohoto výrobce nebyly odvozeny valníkové karoserie. Tyto automobily byly dováženy i do Československa, stály tehdejších 129 000 Kčs a byly k dispozici pouze organizacím.

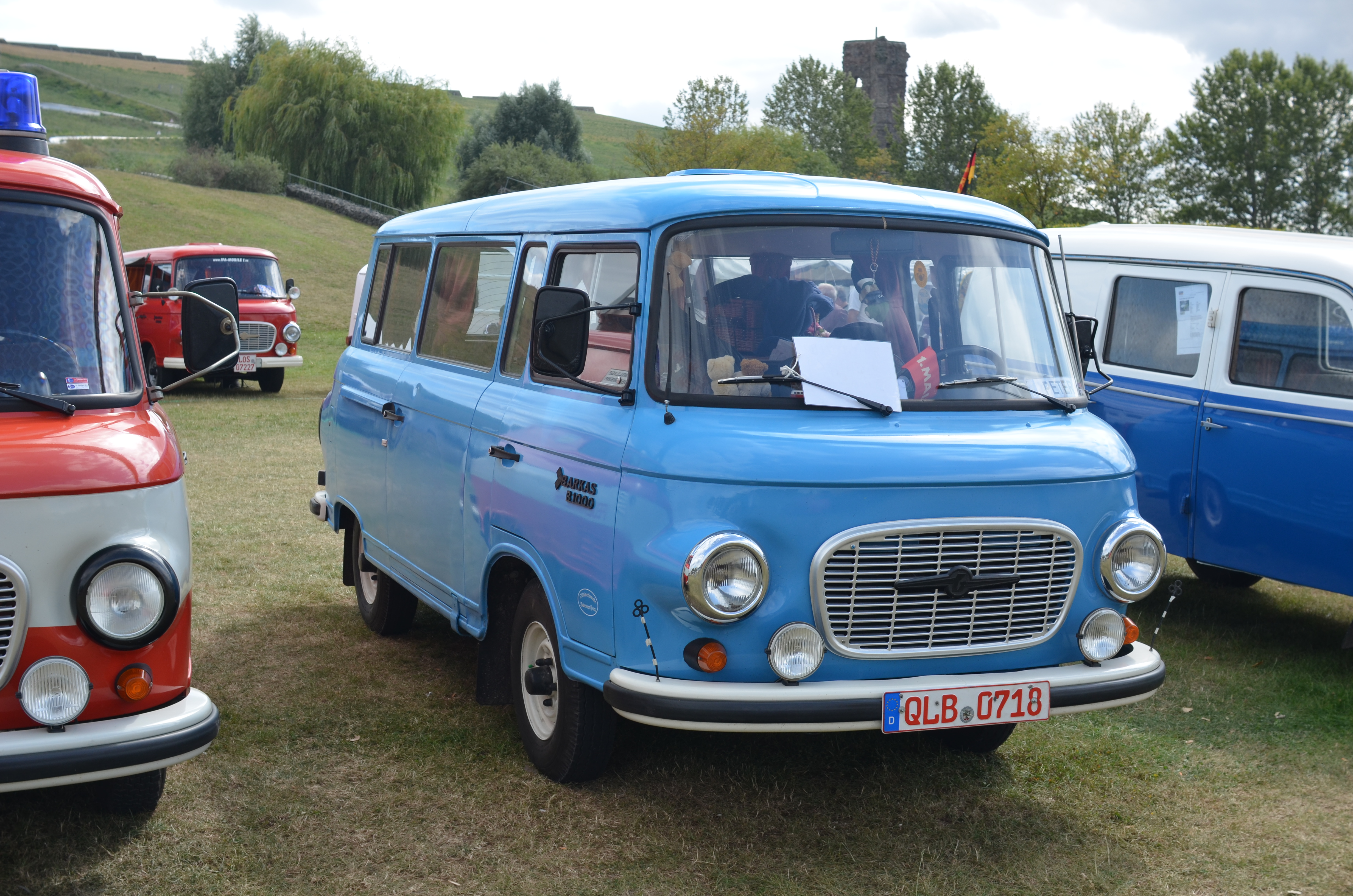
Barkas B1000 jako mikrobus
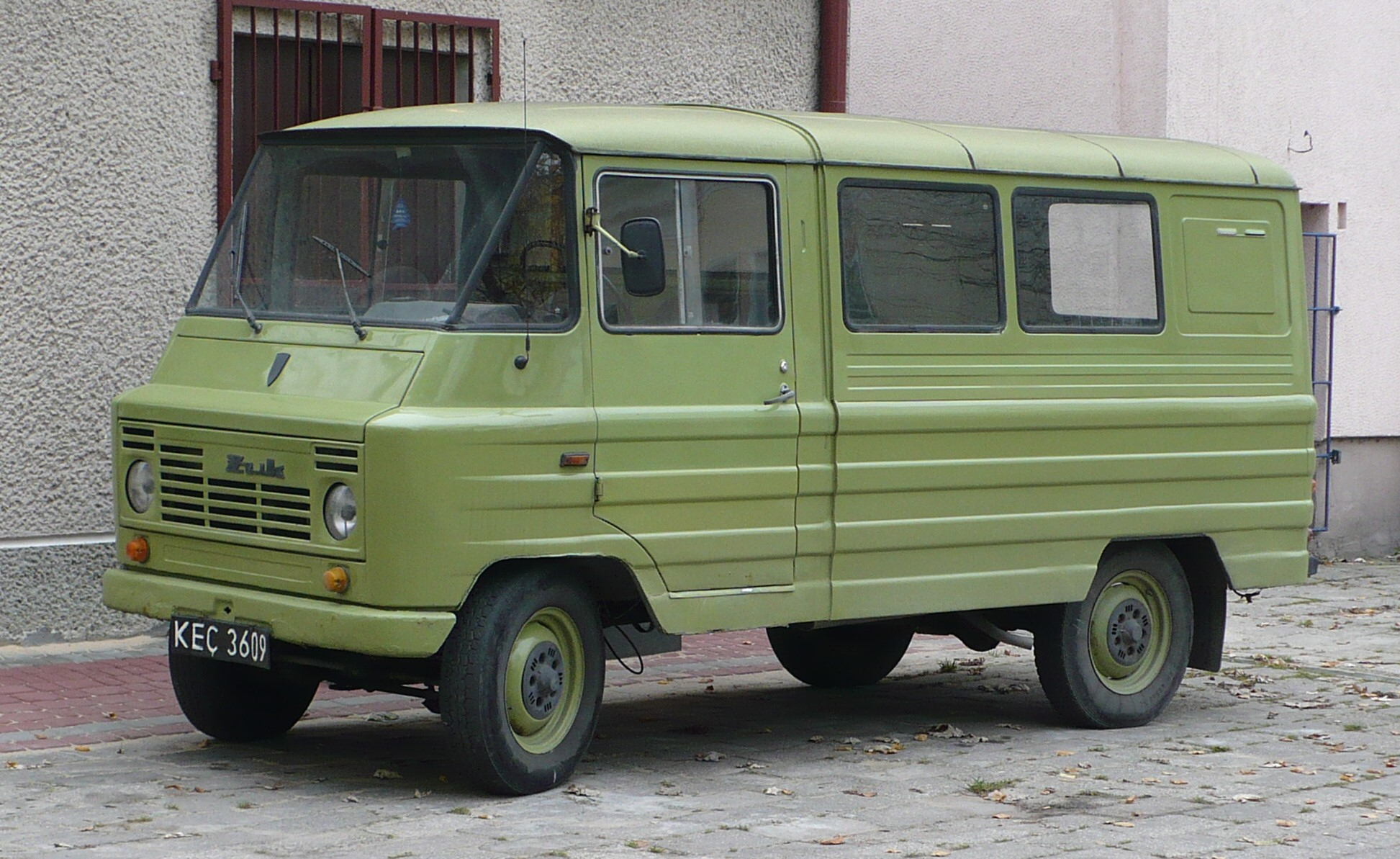
FSC Žuk A-07
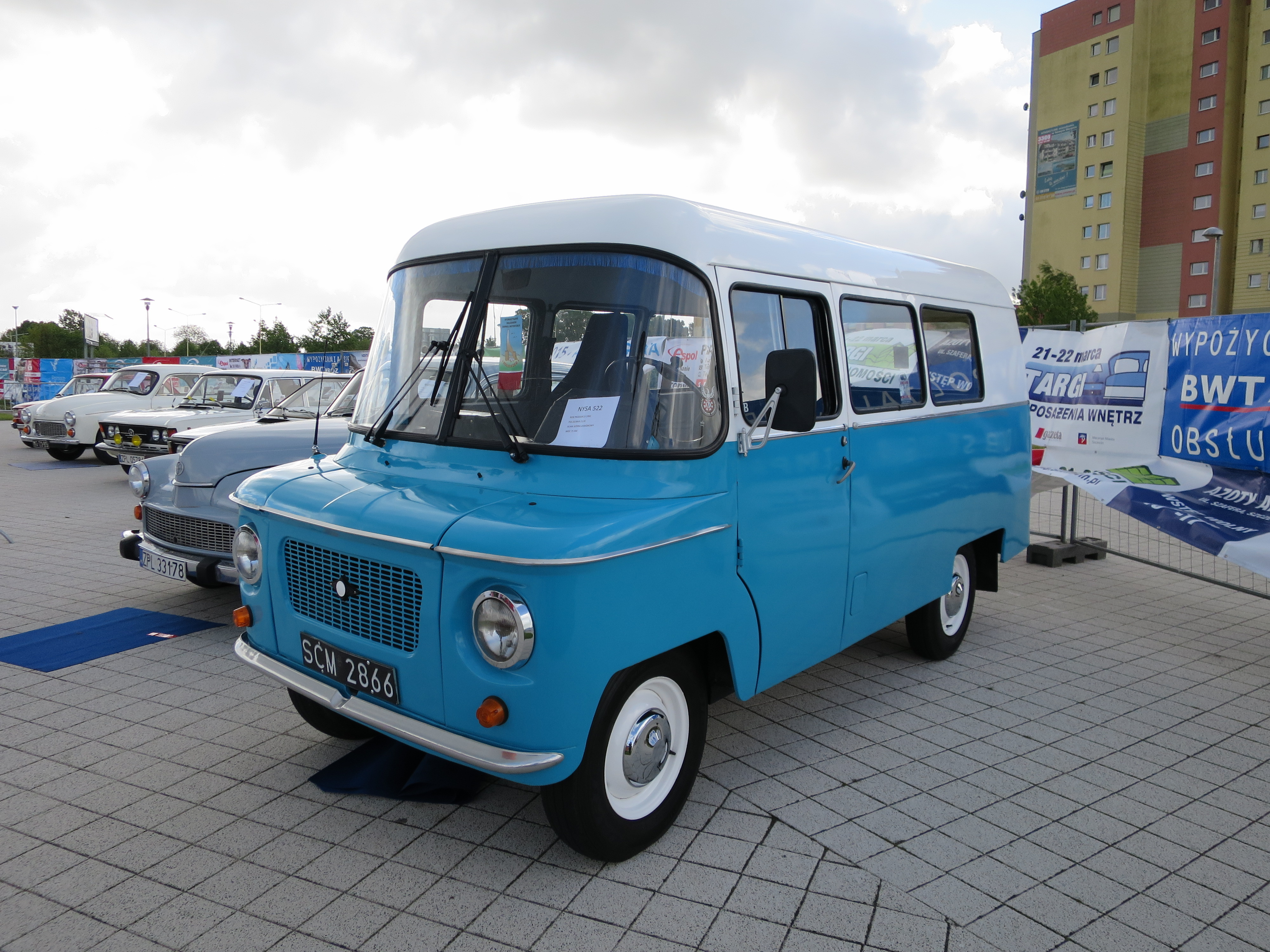
Mikrobus Nysa 522
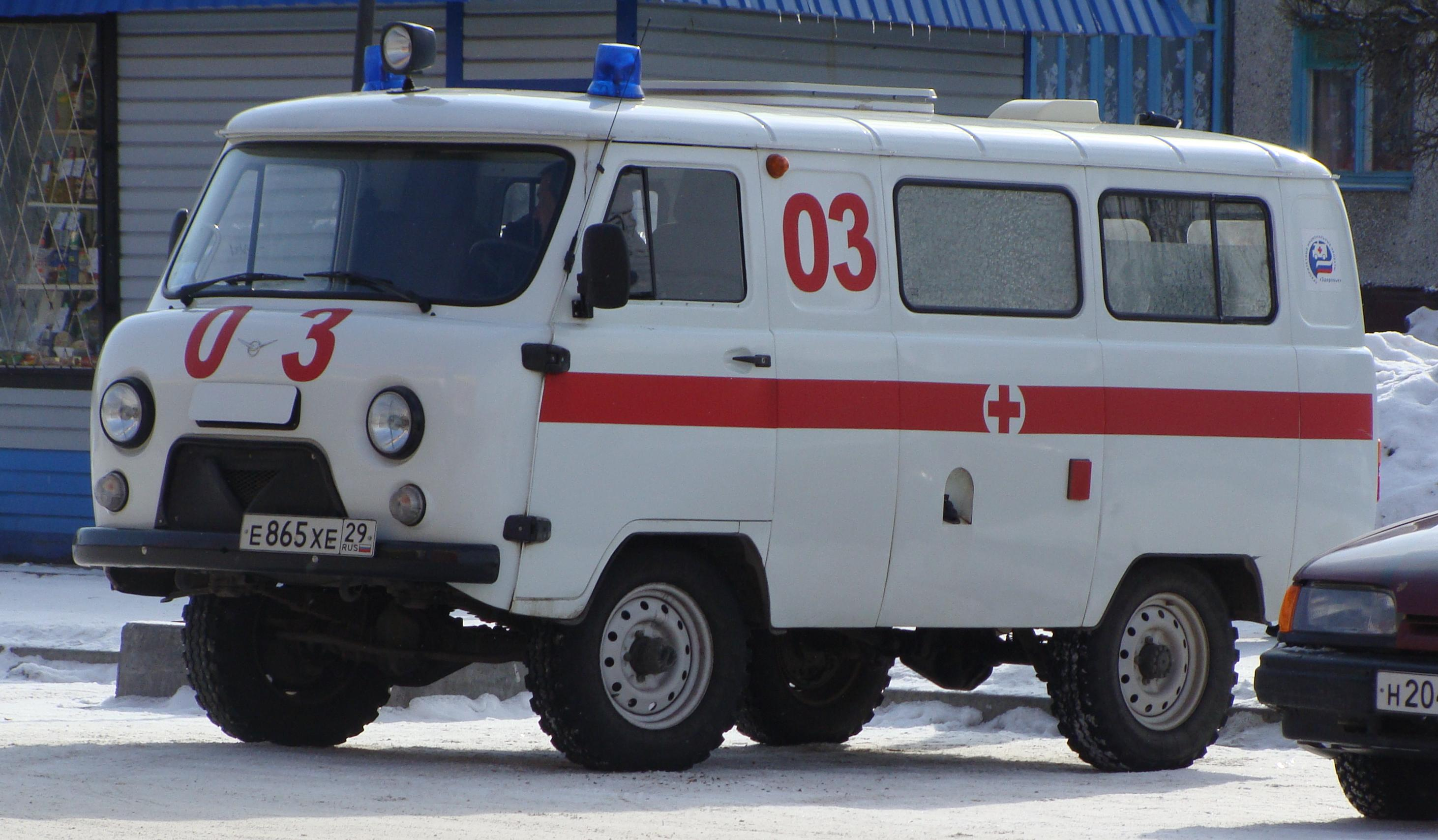
UAZ-452 v sanitním provedení
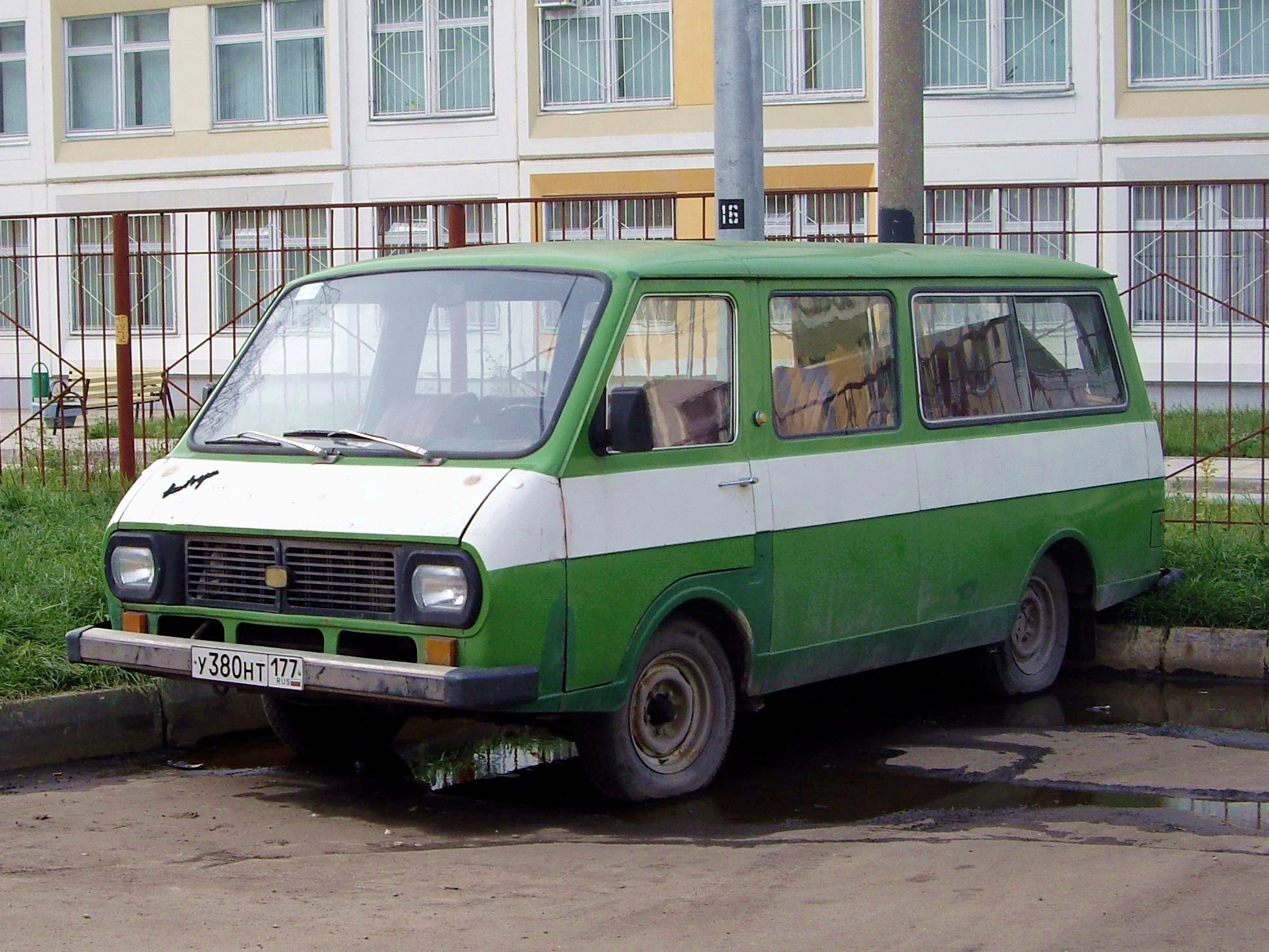
Mikrobus RAF-2203 Latvija